# Heinrich Hoffmann (Generalmajor, 1893)
Heinrich Hoffmann (* 18. Dezember 1893 in Nürnberg; † 1. März 1967 ebenda) war ein deutscher Generalmajor im Zweiten Weltkrieg.

## Militärische Laufbahn

### Bayerische Armee und Erster Weltkrieg
Hoffmann trat am 1. Oktober 1912 in das 10. Feldartillerie-Regiment der Bayerischen Armee in Erlangen ein und wurde am 25. Februar 1913 zum Fahnenjunker-Unteroffizier ernannt. Er diente bei diesem Regiment bis zum 2. August 1914 und wurde dort am 20. Mai 1913 zum Fähnrich befördert. Vom 1. Oktober 1913 bis zum 31. Juli 1914 war er zur Ausbildung an der Kriegsschule München, mit deren Abschluss er am 1. August 1914 zum Leutnant befördert wurde. Ab 2. August 1914 war er Leiter des Rekrutendepots (d. h. Ausbildungseinheit) der 2. Ersatz-Abteilung seines Regiments. Vom 1. Januar 1915 bis zum 3. Januar 1916 diente er als Batterieoffizier im 9. Reserve-Feldartillerie-Regiment. Dann wurde er als Munitionsoffizier im Fußartillerie-Bataillon 212 verwendet. Am 27. Mai 1916 wurde er in den Stab des 9. Reserve-Feldartillerie-Regiments versetzt.  Vom 17. November 1916 bis 7. Januar 1917 war er vertretungsweise Batterieführer im gleichen Regiment, dann vom 7. Januar 1917 bis Kriegsende Führer der 5. Batterie. Am 14. Dezember 1917 erfolgte seine Beförderung zum Oberleutnant.

### Zwischenkriegszeit
Nach dem Ende des Kriegs wurde Hoffmann im April 1919 Batteriechef im Jägerkorps Erlangen, bei dessen Auflösung dann am 10. Juni 1919 Adjutant beim Reichswehr-Werbeamt Nürnberg. Am 30. November 1919 wurde er aus der Vorläufigen Reichswehr entlassen.
Bereits am folgenden Tag wurde Hoffmann als Polizei-Oberleutnant bei der Bayerischen Landespolizei in Nürnberg-Fürth eingestellt, der er bis zum 30. September 1926 angehörte. Gleichzeitig begann er ein Studium der Staatswissenschaften an der Universität Würzburg, das er am 30. August 1922 mit der Promotion zum Dr. rer. pol. abschloss. Am 10. Juni 1923 wurde er zum Polizei-Hauptmann befördert und als solcher am 1. Oktober 1926 zur Landespolizeidirektion Nürnberg-Fürth versetzt. Vom 18. Oktober 1932 bis zum 3. Juni 1933 absolvierte er die sogenannte Führergehilfenausbildung, die getarnte Generalstabsoffiziersausbildung, in München, und ab 4. Juni 1934 war er Ausbilder an der bayerischen Polizeioffiziersschule in München. Am 1. September 1934 wurde er Polizei-Major.

### Wehrmacht und Zweiter Weltkrieg
1935 wurde die Bayerische Landespolizei aufgelöst und in die Wehrmacht eingegliedert. Hoffmann wechselte also am 15. Oktober 1935 mit dem Dienstgrad eines Majors zum Heer, wo er dem Stab des 17. Artillerie-Regiments zugeteilt und am 1. August 1936 zum Oberstleutnant befördert wurde. Vom 6. Oktober 1936 bis zum 26. August 1939 war er Kommandeur der I. Abteilung des 51. Artillerie-Regiments; in dieser Dienststellung wurde er am 1. April 1939 zum Oberst befördert. 
Mit der Mobilmachung im Vorfeld des deutschen Überfalls auf Polen wurde Hoffmann am 26. August 1939 Kommandeur des zu diesem Zeitpunkt neu aufgestellten Artillerie-Regiments-Stabs 616 (AR-Stabs 618). Als solcher nahm er am Überfall auf Polen teil und dann 1940 bei der Heeresgruppe C am Westfeldzug. Beim Angriff auf die Sowjetunion (Unternehmen Barbarossa) im Juni 1941 war er mit seinem Stab dem Artilleriekommandeur 30 (Arko 30) beim XXXXI. Armeekorps, dann ab Oktober 1941 dem XXXX. Armee-Korps unterstellt, die jeweils der Panzergruppe 4 angehörten.  Am 13. Februar 1942 wurde er Kommandeur des Artillerie-Regiments 328 bei der 328. Infanterie-Division.
Vom 20. November bis 22. Dezember 1942 war Hoffmann in der Führerreserve des Oberkommandos des Heeres (OKH). Am 1. Dezember 1942 wurde er Generalmajor.  Vom 22. Dezember 1942 bis zum 3. Januar 1944 war er Artilleriekommandeur 3 beim III. Panzerkorps. Es folgte eine weitere Versetzung in der Führerreserve des OKH, ehe er am 25. März 1944 Artilleriekommandeur 107 wurde. Vom 15. Juli bis 3. November 1944 war er wiederum in der Führerreserve. Dann wurde er dem Festungsstab des Generalleutnants Otto Lüdecke im Militärbezirk Danzig zugewiesen, wo er vom 1. Dezember 1944 bis zum 22. Januar 1945 Festungskommandant von Thorn war. Vom 23. Januar 1945 bis Kriegsende war er wieder in der Führerreserve des OKH.
Hoffmann befand sich vom 8. Mai 1945 bis 1947 in britischer Kriegsgefangenschaft.